# Heinrich Gontermann
Heinrich Gontermann (Siegen, 1896. február 25. – Marle közelében, 1917. október 30.) német vadászpilóta. Az első világháborúban 39 légi győzelmet aratott, 22 repülőgépet és 17 felderítő hőlégballont lőtt le.

## Pályafutása
Apja lovassági tiszt volt, és ő is a lovasságnál, a 6. ulánus ezrednél kezdte pályafutását 1914 augusztusában, de szeptemberben megsebesült a fronton. 1915 tavaszán hadnagyi rangot kapott, és a Vaskereszt Másodosztályával tüntették ki. Októberben a 80. tüzér ezredhez osztották be, de kérte áthelyezését a légierőhöz, és 1916 elején pilóta vizsgát tett. A KS Tergnier harci egységben Roland C.II, a 25. repülő egységben AGO C.I gépen repült, és felderítőként is bevetették. 

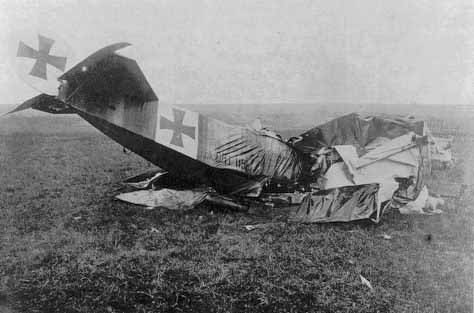
A Fokker Dr.I roncsa

1916. november 11-én vadászpilóta képesítést szerzett, és a Jasta 5 tagjaként már november 14-én megszerezte első légi győzelmét. 1917. március 5-én a Vaskereszt Első Osztályával tüntették ki. Áprilisban a Jasta 15 parancsnoka lett, ezzel az egységgel 22 légi győzelmet aratott. 1917. október 30-án próbarepülést végzett a Fokker Dr.I (115/17) géppel a Jasta 15 repterén Marle közelében, de a felső szárny szerkezeti hibája miatt a gép lezuhant, és Gontermann röviddel a baleset után belehalt sérüléseibe.